# A Banda
«A Banda» (с порт. — «Группа») — песня бразильского автора-исполнителя Шику Буарки, которая впервые была исполнена вживую в 1966 году совместно с Нарой Леан во время второго Фестиваля популярной бразильской музыки в Сан-Паулу, и получила премию «Viola de Ouro» за лучшую композицию. Она сразу привлекла внимание к Буарки в Бразилии. Песня также была выпущена в 1966 году на бразильском лейбле RGE в качестве сингла и вошла в дебютный альбом Бураки Chico Buarque de Hollanda.

## Версия Мины
В 1967 году итальянская певица Мина выпустила итальянскую версию песни под названием «La banda». Песня имела успех в Италии, где заняла второе место в чарте, а продажи к сентябрю 1967 года превысили 400 тысяч копий. Итальянский текст написал Антонио Амурри. В 1970 году Мина также записала оригинальную португальскую версию для альбома Mina canta o Brasil.
Буарке, который в то время жил в Италии, позже записал эту версию для альбома Chico Buarque de Hollanda na Itália.

### Чарты
| Чарт (1967)              | Высшая позиция |
| ------------------------ | -------------- |
| Италия (Musica e dischi) | 2              |

## Версия Херба Альперта
В качестве инструментала песню исполнили Херб Альперт и The Tijuana Brass, заняв первое место в чарте Easy Listening в октябре 1967 года. Песня также достигла 35-го места в Billboard Hot 100.
Эта версия была использована в восьмой серии советского мультфильма «Ну, погоди!».

### Чарты
| Чарт (1967—1968)                   | Высшая позиция |
| ---------------------------------- | -------------- |
| Австралия (Kent Music Report)      | 33             |
| США (Billboard Adult Contemporary) | 1              |
| США (Billboard Hot 100)            | 35             |
| ФРГ (Offizielle Top 100)           | 22             |

## Другие кавер-версии
- В 1967 году Аструд Жилберту привезла песню в США, записав её с английским текстом Боба Рассела. Песня получила название «Parade» и вошла в её альбом Beach Samba.
- Французская певица Франс Галль популяризировала эту песню под названием «Zwei Apfelsinen im Haar» на немецком.
- Чешская версия под названием «La banda» была исполнена Владеной Крумловой в 1969 году.
- Также в 1999 году немецкая группа Captain Jack использовала рифф из «A Banda» в песне «Get Up»[9].